# Lithacodia tetratrigona
Lithacodia tetratrigona är en fjärilsart som beskrevs av Emilio Berio 1973. Lithacodia tetratrigona ingår i släktet Lithacodia och familjen nattflyn. Inga underarter finns listade i Catalogue of Life.